# Paranagia rufostrigata
Paranagia rufostrigata är en fjärilsart som beskrevs av George Thomas Bethune-Baker 1906. Paranagia rufostrigata ingår i släktet Paranagia och familjen nattflyn. Inga underarter finns listade i Catalogue of Life.